# だいて
「だいて」は、森高千里の曲。1989年7月25日発売のアルバム『非実力派宣言』に収録され、同年9月25日に『だいて (ラスベガス・ヴァージョン)』のタイトルで同アルバム収録曲「若すぎた恋」とのカップリングでシングルカットされた。森高の8枚目のシングルにあたる。
1991年発売のベスト・アルバム『ザ・森高』では、本作のリプロダクション版が収録された。

## シングル収録曲
1. だいて (ラスベガス・ヴァージョン)
2. 若すぎた恋

全曲作詞：森高千里、作曲・編曲：高橋諭一

## 収録アルバム
- 非実力派宣言
- ザ・森高
- The Best Selection of First Moritaka 1987-1993
- ザ・シングルス
- UHQCD THE FIRST BEST SELECTION '87～'92